# Andrij Vorobej
Andrij Oleksijovytsj Vorobej (Oekraïens: Андрій Олексійович Воробей) (Donetsk, 29 november 1978) is een Oekraïense gepensioneerde voetballer. Hij werd drie keer landskampioen in Oekraïne met FK Sjachtar Donetsk. In 2000 werd hij door het tijdschrift Komanda erkend als beste speler van de Oekraïense competitie. Tijdens zijn carrière maakte Vorobey meer dan 100 doelpunten in de Oekraïense Premjer Liha en in het seizoen 2000-01 werd hij topscorer van de competitie.
In het nationale team was hij tweede spits achter Andrij Sjevtsjenko. Bij Sjachtar Donetsk begon hij zijn carrière als basisspeler, maar werd hij nadien tweede spits achter Brandão.

## Clubcarrière

### Sjachtar Donetsk
Vorobej begon zijn carrière bij Sjachtar Donetsk in 1994, waar hij in zijn eerste jaren enkel voor het reserveteam uitkwam. In 1997 promoveerde hij naar het seniorenteam en werd hij een basisspeler in het elftal. In het seizoen 2000-01 werd Vorobey de topscorer van de Oekraïense Premjer Liha met 21 doelpunten in 26 wedstrijden. In totaal maakte hij tijdens zijn carrière bij Shakthar Donetsk 79 doelpunten in 209 wedstrijden in de Oekraïense hoogste divisie. Zijn totale carrière voor het seniorenteam van Shakhtar duurde tien jaar.
In het jaar dat hij topscoorder werd van de competitie, vestigde Vorobey ook een record voor het maken van doelpunten in meest opeenvolgende wedstrijden (9 doelpunten in 7 wedstrijden).
Vorobej won 3 keer het Oekraïense landskampioenschap met Shakthar, alsook drie keer de Oekraïense beker en eenmaal de Oekraïense Super Cup.

### Dnipro
Op 17 juni 2007 tekende Vorobej een driejarig contract bij FK Dnipro. Bij deze club scoorde hij zijn eerste doelpunt in een Europese wedstrijd, tijdens een 1-1 gelijkspel tegen Aberdeen in de UEFA Cup. In totaal kwam hij twee seizoenen uit voor Dnipro alvorens hij voor één seizoen verhuurd werd aan Arsenal Kiev.

### Metalist Charkiv
Op 28 mei 2010 werd officieel aangekondigd dat Vorobej een tweejarig contract had getekend bij Metalist Charkov, nadat hij twee jaar in dienst van Dnipro en één jaar als huurling voor Arsenal Kiev had gespeeld.
In dienst van Metalist scoorde hij 4 keer in 26 wedstrijden. Op het einde van zijn contract werd hij verhuurd door Metalist aan stadsgenoot Helios Charkov. Hiervoor speelde hij nog 6 wedstrijden, waarna hij aankondigde te stoppen met zijn voetbalcarrière.

## International
Vorobej maakte  op 31 mei 2000 zijn debuut voor het nationale voetbalteam van Oekraïne in een vriendschappelijk duel tegen Engeland, en maakte in de daaropvolgende jaren meermaals deel uit van het nationale team. Hij werd geselecteerd voor het WK 2006, waar hij in vier wedstrijden meespeelde. Oekraïne behaalde in dat toernooi de kwartfinale waar het verloor van de latere kampioen Italië.
In totaal kwam Vorobej 68 keer uit voor het nationale elftal, waarin hij 9 keer scoorde. Zijn laatste doelpunt voor Oekraïne was in de UEFA Euro 2008-kwalificatiewedstrijd tegen Faeröer, waar hij het laatste doelpunt maakte in de 5-0 overwinning van Oekraïne.

## Statistieken
Bijgewerkt tot en met 22 april 2013

### Club
| Club                  | Seizoen         | Competitie | Competitie | Beker   | Beker | Europa  | Europa | Vriendschappelijk | Vriendschappelijk | Totaal  | Totaal |
| Club                  | Seizoen         | Wedstr.    | Goals      | Wedstr. | Goals | Wedstr. | Goals  | Wedstr.           | Goals             | Wedstr. | Goals  |
| --------------------- | --------------- | ---------- | ---------- | ------- | ----- | ------- | ------ | ----------------- | ----------------- | ------- | ------ |
| Shakhtar Donetsk      | 1997–98         | 9          | 0          | 2       | 0     | 1       | 0      | –                 | –                 | 12      | 0      |
| Shakhtar Donetsk      | 1998–99         | 18         | 11         | 4       | 2     | 3       | 0      | –                 | –                 | 25      | 13     |
| Shakhtar Donetsk      | 1999–00         | 24         | 15         | 2       | 0     | 2       | 0      | –                 | –                 | 28      | 15     |
| Shakhtar Donetsk      | 2000–01         | 24         | 21         | 5       | 6     | 12      | 7      | –                 | –                 | 41      | 34     |
| Shakhtar Donetsk      | 2001–02         | 25         | 9          | 6       | 5     | 6       | 2      | –                 | –                 | 37      | 16     |
| Shakhtar Donetsk      | 2002–03         | 29         | 8          | 6       | 5     | 4       | 1      | –                 | –                 | 39      | 14     |
| Shakhtar Donetsk      | 2003–04         | 29         | 9          | 5       | 2     | 6       | 0      | –                 | –                 | 40      | 11     |
| Shakhtar Donetsk      | 2004–05         | 29         | 4          | 6       | 1     | 13      | 1      | 1                 | 0                 | 49      | 6      |
| Shakhtar Donetsk      | 2005–06         | 16         | 1          | 2       | 0     | 3       | 1      | 1                 | 0                 | 22      | 2      |
| Shakhtar Donetsk      | 2006–07         | 16         | 2          | 6       | 1     | 4       | 0      | 0                 | 0                 | 26      | 3      |
| Totaal                | Totaal          | 219        | 80         | 44      | 22    | 54      | 12     | 2                 | 0                 | 319     | 114    |
| Dnipro Dnipropetrovsk | 2007–08         | 26         | 7          | 1       | 0     | 3       | 1      | –                 | –                 | 30      | 8      |
| Dnipro Dnipropetrovsk | 2008–09         | 21         | 5          | 1       | 0     | 2       | 0      | –                 | –                 | 24      | 5      |
| Totaal                | Totaal          | 47         | 12         | 2       | 0     | 5       | 1      | –                 | –                 | 54      | 13     |
| Arsenal Kiev          | 2009–10         | 23         | 9          | 1       | 0     | –       | –      | –                 | –                 | 24      | 9      |
| Totaal                | Totaal          | 23         | 9          | 1       | 0     | –       | –      | –                 | –                 | 24      | 9      |
| Metalist Charkov      | 2010–11         | 20         | 4          | 1       | 0     | 8       | 0      | –                 | –                 | 29      | 4      |
| Metalist Charkov      | 2011–12         | 5          | 0          | 0       | 0     | 0       | 0      | –                 | –                 | 5       | 0      |
| Metalist Charkov      | 2012–13         | 1          | 0          | 1       | 1     | 0       | 0      | –                 | –                 | 2       | 1      |
| Totaal                | Totaal          | 26         | 4          | 2       | 1     | 8       | 0      | –                 | –                 | 36      | 5      |
| Helios Charkov        | 2012-13         | 4          | 0          | –       | –     | –       | –      | –                 | –                 | 4       | 0      |
| Totaal                | Totaal          | 4          | 0          | -       | -     | -       | -      | -                 | -                 | 4       | 0      |
| Totaal carrière       | Totaal carrière | 315        | 105        | 49      | 23    | 67      | 13     | 2                 | 0                 | 437     | 141    |

### International
| Oekraïens nationaal elftal | Oekraïens nationaal elftal | Oekraïens nationaal elftal |
| Jaar                       | Interlands                 | Goals                      |
| -------------------------- | -------------------------- | -------------------------- |
| 2000                       | 5                          | 0                          |
| 2001                       | 12                         | 4                          |
| 2002                       | 9                          | 1                          |
| 2003                       | 9                          | 0                          |
| 2004                       | 6                          | 0                          |
| 2005                       | 6                          | 0                          |
| 2006                       | 13                         | 3                          |
| 2007                       | 6                          | 1                          |
| 2008                       | 2                          | 0                          |
| Totaal                     | 68                         | 9                          |

## Prijzen

### Shakhtar Donetsk
- Oekraïense Premjer Liha (3): 2001–02, 2004–05, 2005–06
- Oekraïense beker (3): 2000–01, 2001–02, 2003–04
- Oekraïense Super Cup (1): 2005

### Persoonlijk
- Topscoorder Oekraïense Premjer Liha (1): 2000–01
- Oekraïens Voetballer van het Jaar (Komanda) (1): 2000
- Topscoorder Ukrainian Cup (3): 2000–01, 2001–02, 2002–03